# Coppa Italia Primavera 2019-2020
La Coppa Italia Primavera 2019-2020, denominata Primavera TIM Cup per questioni di sponsorizzazione, è stata la quarantottesima edizione del torneo riservato alle squadre giovanili iscritte al Campionato Primavera 1 2019-2020 e Campionato Primavera 2 2019-2020. Il torneo è iniziato il 25 settembre 2019 ed è terminato il 26 agosto 2020. La Fiorentina, squadra campione in carica, si è riconfermata conquistando il trofeo per la quinta volta nella sua storia.

## Formula
La competizione si articola su turni successivi ad eliminazione diretta: primo e secondo turno eliminatorio; ottavi di finale; quarti di finale; semifinali; finale. Le gare del primo e secondo turno eliminatorio, degli ottavi di finale, dei quarti di finale e la finale si svolgono ad eliminazione diretta in gara unica. Le Semifinali si svolgono ad eliminazione diretta con gare di andata e ritorno, col meccanismo delle coppe europee, ovvero in caso di pareggio dopo 180 minuti a passare il turno è la squadra che ha segnato il maggior numero complessivo di reti nelle due partite o, in caso di parità nelle reti complessive, il maggior numero di reti in trasferta; in caso di parità anche nei gol segnati fuori casa si procede con i tempi supplementari e in caso di ulteriore parità con i tiri di rigore.

Il sorteggio del tabellone sarà effettuato all'interno della propria fascia di ranking e a ciascuna squadra è assegnato un numero di tabellone tramite sorteggio, eccezion fatta per le squadre che entrano in gioco dal secondo turno, il cui numero dipende dalla posizione in classifica nell'anno precedente.
|                                         | Squadre che entrano in questo turno | Squadre qualificate dal turno precedente    |
| --------------------------------------- | --- | ------------------------------------------- |
| Primo turno eliminatorio (32 squadre)   | - 8 squadre del Campionato Primavera 1 con numero 9-16 - 5 squadre del Campionato Primavera 1 2018-2019 (dal 10º al 14º posto) - 3 squadre promosse dal Campionato Primavera 2 2018-2019 - 24 squadre del Campionato Primavera 2 con numero 17-40 - 2 squadre retrocesse dal Campionato Primavera 1 2018-2019 - 16 squadre partecipanti al Campionato Primavera 2 2018-2019 - 4 squadre ammesse al Campionato Primavera 2 2019-2020 |                                             |
| Secondo turno eliminatorio (16 squadre) | | - 16 vincenti del primo turno eliminatorio  |
| Fase finale (16 squadre)                | - 8 squadre del Campionato Primavera 1 con numero 1-8 - 1 squadra vincitrice della Coppa Italia Primavera 2018-2019 - 7 squadre dal Campionato Primavera 1 2018-2019 (dal 1º al 4º posto e dal 6º all'8º posto) | - 8 vincenti del secondo turno eliminatorio |

## Squadre
| Squadre                | Rank                   |
| Campionato Primavera 1 | Campionato Primavera 1 |
| ---------------------- | ---------------------- |
| Fiorentina             | 1                      |
| Atalanta               | 2                      |
| Inter                  | 3                      |
| Roma                   | 4                      |
| Torino                 | 5                      |
| Chievo                 | 6                      |
| Cagliari               | 7                      |
| Juventus               | 8                      |

| Squadre                | Rank                   |
| Campionato Primavera 1 | Campionato Primavera 1 |
| ---------------------- | ---------------------- |
| Genoa                  | 9                      |
| Empoli                 | 10                     |
| Sampdoria              | 15                     |
| Sassuolo               | 17                     |
| Bologna                | 20                     |
| Pescara                | 25                     |
| Napoli                 | 33                     |
| Lazio                  | 36                     |

| Squadre                | Rank                   |
| Campionato Primavera 2 | Campionato Primavera 2 |
| ---------------------- | ---------------------- |
| Virtus Entella         | 11                     |
| Cittadella             | 12                     |
| Brescia                | 13                     |
| Spezia                 | 14                     |
| Milan                  | 16                     |
| Pisa                   | 18                     |
| Livorno                | 19                     |
| Parma                  | 21                     |
| Cremonese              | 22                     |
| Perugia                | 23                     |
| Salernitana            | 24                     |
| Pordenone              | 26                     |

| Squadre                | Rank                   |
| Campionato Primavera 2 | Campionato Primavera 2 |
| ---------------------- | ---------------------- |
| SPAL                   | 27                     |
| Verona                 | 28                     |
| Udinese                | 29                     |
| Frosinone              | 30                     |
| Ascoli                 | 31                     |
| Venezia                | 32                     |
| Cosenza                | 34                     |
| Trapani                | 35                     |
| Juve Stabia            | 37                     |
| Lecce                  | 38                     |
| Benevento              | 39                     |
| Crotone                | 40                     |

## Primo turno eliminatorio
| Squadra 1         | Risultato       | Squadra 2   |
| ----------------- | --------------- | ----------- |
| 24 settembre 2019 |                 |             |
| Benevento         | 5 - 0           | Crotone     |
| 25 settembre 2019 |                 |             |
| Genoa             | 4 - 4 (5-4 dtr) | Empoli      |
| Virtus Entella    | 2 - 1           | Cittadella  |
| Brescia           | 1 - 3           | Spezia      |
| Sampdoria         | 2 - 2 (2-4 dtr) | Milan       |
| Sassuolo          | 2 - 0           | Pisa        |
| Livorno           | 2 - 5           | Bologna     |
| Parma             | 1 - 2           | Cremonese   |
| Perugia           | 1 - 1 (3-4 dtr) | Salernitana |
| SPAL              | 3 - 4 (dts)     | Verona      |
| Ascoli            | 3 - 0           | Venezia     |
| Napoli            | 2 - 1 (dts)     | Cosenza     |
| Trapani           | 0 - 2           | Lazio       |
| Juve Stabia       | 1 - 2           | Lecce       |
| 12 ottobre 2019   |                 |             |
| Pescara           | 0 - 1           | Pordenone   |
| Udinese           | 0 - 2           | Frosinone   |

## Secondo turno eliminatorio
| Squadra 1        | Risultato       | Squadra 2      |
| ---------------- | --------------- | -------------- |
| 30 ottobre 2019  |                 |                |
| Genoa            | 5 - 4           | Virtus Entella |
| Spezia           | 1 - 5           | Milan          |
| Sassuolo         | 2 - 3           | Bologna        |
| Cremonese        | 1 - 1 (6-5 dtr) | Salernitana    |
| Pordenone        | 0 - 4           | Verona         |
| Napoli           | 2 - 1           | Lazio          |
| Lecce            | 0 - 1           | Benevento      |
| 16 novembre 2019 |                 |                |
| Frosinone        | 5 - 0           | Ascoli         |

## Ottavi di finale
| Squadra 1        | Risultato       | Squadra 2 |
| ---------------- | --------------- | --------- |
| 10 dicembre 2019 |                 |           |
| Chievo           | 1 - 2           | Cremonese |
| 17 dicembre 2019 |                 |           |
| Torino           | 0 - 0 (6-7 dtr) | Milan     |
| 18 dicembre 2019 |                 |           |
| Juventus         | 3 - 1           | Bologna   |
| Fiorentina       | 3 - 1 (dts)     | Genoa     |
| Cagliari         | 1 - 6           | Verona    |
| Inter            | 1 - 2           | Frosinone |
| Roma             | 4 - 1           | Napoli    |
| Atalanta         | 4 - 1           | Benevento |

## Quarti di finale
| Squadra 1       | Risultato | Squadra 2 |
| --------------- | --------- | --------- |
| 28 gennaio 2020 |           |           |
| Juventus        | 3 - 0     | Cremonese |
| 29 gennaio 2020 |           |           |
| Fiorentina      | 3 - 1     | Milan     |
| Verona          | 3 - 1     | Frosinone |
| Atalanta        | 1 - 4     | Roma      |

## Semifinali
| Squadra 1                          | Totale      | Squadra 2 | Andata | Ritorno |
| ---------------------------------- | ----------- | --------- | ------ | ------- |
| 5 febbraio 2020 / 19 febbraio 2020 |             |           |        |         |
| Fiorentina                         | 3 - 3 (gfc) | Juventus  | 1 - 1  | 2 - 2   |
| Verona                             | 3 - 3 (gfc) | Roma      | 2 - 0  | 1 - 3   |

## Finale
| Squadra 1  | Risultato | Squadra 2 |
| ---------- | --------- | --------- |
| Fiorentina | 1 - 0     | Verona    |

### Tabellino
| Arbitro: | Marotta (Sapri) |

|  |           |          |
|  | Marcatori | 55’ Dutu |

## Classifica marcatori
| Gol |  |  | Giocatore         | Squadra   |
| --- |  |  | ----------------- | --------- |
| 3   |  |  | Adame Sane        | Verona    |
| 3   |  |  | Ludovico D'Orazio | Roma      |
| 3   |  |  | Lucas Felippe     | Verona    |
| 3   |  |  | Philip Yeboah     | Verona    |
| 3   |  |  | Tammaro Ferraro   | Benevento |
| 3   |  |  | Flavio Bianchi    | Genoa     |
| 3   |  |  | Ebrima Colley     | Atalanta  |